# Rodolfo Bútori
Rodolfo Vicente Butori (Córdoba, provincia de Córdoba, Argentina, en el año 1907 - Alta Gracia, provincia de Córdoba, Argentina, en el año 1965) fue un profesor, boxeador, atleta y entrenador de fútbol cordobés. Dirigió a los dos equipos más grandes de Córdoba: Talleres y Belgrano.
Era un amante del orden y la disciplina. Los estudiantes no solo lo respetaban, también lo querían. Fue un pionero en la tarea de sacar a los chicos de la calle y darles un lugar en el deporte.
Es el director técnico de Talleres con más etapas en el club, y el que por más tiempo lo ha dirigido.

## Trayectoria como deportista
Profesor de educación física y amigo incondicional de los más chicos, había nacido en Córdoba en 1907 y posteriormente se trasladó a Alta Gracia.
Siendo joven practicó el boxeo teniendo una respetable actuación: fue campeón provincial y llegó a combatir por el título argentino. Después de colgar los guantes se dedicó a la preparación física. Tuvo a su cargo la conducción de varios equipos de la ciudad de Córdoba, donde fue director técnico de Belgrano de 1933 a 1941, y de Talleres entre 1942 y 1947.
Se destacó en el lanzamiento de bala, siendo el primer atleta en Sudamérica que superó los 14 metros. Tuvo su momento de gloria en 1939. La Confederación Atlética Argentina había partido hacia Perú al Torneo Sudamericano en Lima. Debido a una maniobra desleal de los dirigentes de Buenos Aires, la comunicación para integrar la delegación le llegó tarde. Entre la bronca y la impotencia envió una carta a Buenos Aires en la que informaba que el 18 de mayo, el mismo día en que iniciaban las pruebas en Perú, en la cancha de Talleres, intentaría batir su propio récord.
Fue en el entretiempo del partido entre Talleres y Universitario en que Bútori entró a la cancha con un paquete envuelto en papel de diario, lo dejó a un costado, por los parlantes se anunció que iba a intentar superar su marca de 14,70 metros. La prueba la fiscalizaba la Federación Cordobesa de Atletismo. Luego de dos intentos fallidos, en el tercero arrojó la bala con todas sus fuerzas. Después de la medición, el locutor anunció a viva voz que Rodolfo Bútori había batido su propio récord.
Rodolfo Bútori murió en 1965, a los cincuenta y siete años de un paro cardíaco.

## Homenajes
En la ciudad donde vivió gran parte de su vida, Alta Gracia, se erigió una estatua en su honor. En la misma ciudad, una escuela pública lleva su nombre.

## Trayectoria como entrenador
| Club     | País      | Año                                               |
| -------- | --------- | ------------------------------------------------- |
| Belgrano | Argentina | 1933-1941                                         |
| Talleres | Argentina | 1942-1946 1951-1952 1955 1958-1959 1962-1963 1965 |

- Datos: Q22082570